# École nationale d'administration (Tunisie)
Pour les articles homonymes, voir École nationale d'administration et Ena.
L'École nationale d'administration de Tunis est un établissement d'enseignement tunisien fondé en février 1949 à Tunis et rattaché aux services du chef du gouvernement.
Elle forme les fonctionnaires en formation initiale et dispose par ailleurs d'un centre de formation continue à distance,et de modules de formation complémentaires pour les cadres expérimentés. Elle assure de plus une fonction de recherche pour le compte de l'administration tunisienne.

## Histoire
L'École tunisienne d'administration de Tunis est fondée le 3 février 1949 sous le protectorat français. Un mois après l'indépendance du pays, elle est « tunisifiée », devenant l'École nationale d'administration, et étend son rôle initial — la préparation aux concours administratifs — à la formation de cadres destinés à suppléer le départ des cadres français.
À sa création, son conseil de perfectionnement est présidé par le secrétaire général du gouvernement tunisien et composé des personnalités suivantes :
- Caïd Smaïn Zouiten : représentant du Premier ministre ;
- Mohammed Ben Ammar : président de tribunal à l'ouzara ;
- Mohamed Tahar Ben Achour : recteur de la mosquée Zitouna ;
- Lucien Paye : directeur de l'instruction publique ;
- Me P.P. Pietri[Qui ?] : délégué à la section française du Grand Conseil ;
- Mahmoud Yassine : délégué à la section tunisienne du Grand Conseil ;
- Mohamed Attya : directeur du Collège Sadiki ;
- Pierre Bertholle : inspecteur général honoraire des contrôles civils ;
- Charles Saumagne : inspecteur général des services administratifs.

En 1964, une réforme lui assigne de nouvelles missions : répondre aux besoins croissants de fonctionnaires de haut niveau, réaliser des études et recherches au profit de l'administration publique. Un cycle supérieur et le Centre de recherches et d'études administratives sont donc créés.

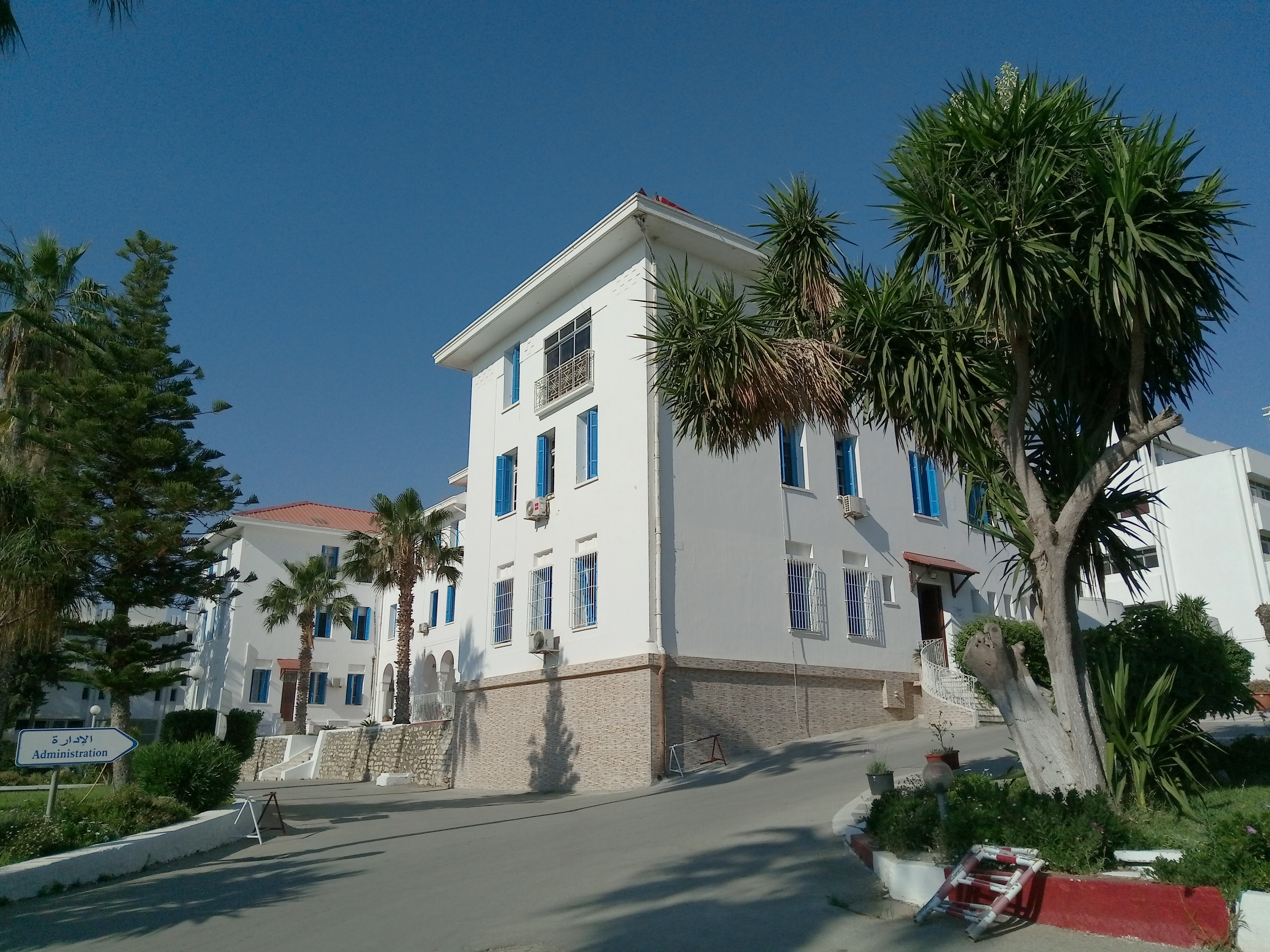
École nationale d'administration à Tunis.

En 1995, un régime de formation continue à distance est mis en place à la suite d'une réforme adoptée en 1993. L'année 1997 voit la création de cycles spécialisés pour répondre aux besoins spécifiques des ministères des Finances, de l'Intérieur et de l'Éducation nationale.
En 2007, à la suite de nouvelles réformes, l'école crée en son sein un institut de perfectionnement, l'Institut de développement des compétences des hauts fonctionnaires, et ouvre le concours d'entrée au cycle supérieur à de nouveaux diplômés : titulaires du master national, titulaires du diplôme d'études approfondies dans les disciplines à caractère économique et de gestion ou à caractère juridique et politique, titulaires des diplômes nationaux d'ingénieurs. Elle crée aussi une centrale des concours et une direction des stages et de coopération. Les concours d'entrée aux deux premiers cycles de formation se font désormais sous forme de QCM pour la partie admissibilité.